# 牙狼外伝 桃幻の笛
『牙狼外伝 桃幻の笛』（ガロがいでん とうげんのふえ）は日本のアクション映画作品。2013年7月20日公開。『牙狼〈GARO〉』シリーズの劇場版第3作であり、邪美と烈花の女魔戒法師を主人公にした『MAKAISENKI』後のエピソードとなるスピンオフ映画第2弾。監督は『MAKAISENKI』でアクション監督だった大橋明で、本作品が初監督となる。魔戒騎士とは異なる法力での戦いやアクロバティックなワイヤーアクションが描写されているのが特徴である。
キャッチコピーは「その音色は、光か闇か。」。
上映劇場でDVD&Blu-rayを先行発売。

## 制作
本作で初監督になった大橋明は、『MAKAISENKI』終盤から『蒼哭ノ魔竜』にかけての時期に、雨宮慶太が監督を打診している。
監督の大橋明からの提案で、脚本の初稿にはいなかった山刀鈴とシグトが追加された。
邪美の耳飾りは佐藤康恵がジュエリーブランドを展開していることを聞きつけた雨宮慶太の発案で、佐藤康恵がプロデュースし、手作りしている。魔戒法師の魔導筆を基にしたデザイン。実際に発売もされた。

## ストーリー
黄金騎士・牙狼である冴島鋼牙が約束の地で使命を果たしていた頃...
閑岱の地で修業をしていた邪美と烈花。2人で放つ新技・緋鳥炎陣を完成させようと無茶をする烈花に、邪美は「1人で強くなれる魔戒法師なんていない」と諭し、修行を中断する。そして、烈花が閑岱を去った後、邪美の前に元老院の隠密を名乗る魔戒法師・阿妓が現れ、邪美に助力を求める。
一方、管轄へ戻る烈花の前にも、魔戒法師・麻妓が現れる。笛を奏でていた烈花に、麻妓は、自分も笛を持っていると言う。その笛の名は、『桃幻の笛』だと言う。

## 登場人物
邪美（）
『牙狼<GARO>』1作目で初登場した、鋼牙の盟友である女魔戒法師。本作品では、赤い組紐を操る武器・紅蓮鋼や翼が身に着けているものと同じ力を持つ耳飾りを使用するほか、髪を結っている紐を用いて巨大な結界を張る「赤守無尽」という術を披露する。
烈花（）
『RED REQUIEM』で初登場した、鋼牙の盟友である若き女魔戒法師。本作品では、魔導筆と短剣による二刀流を披露する。
剣義（）
『RED REQUIEM』で登場した、烈花の父親である魔戒騎士。『RED REQUIEM』の本編の時点で故人である。
阿伎たちの罠に嵌り、死の淵を彷徨っていた烈花の前に英霊として現れて彼女を救った。
阿伎（）
北の元老院から派遣された、隠密行動を任務とする女魔戒法師。バトン状の武器・魔裂杖（）とトマホーク状の武器・魔導鉞（）を駆使した戦いを得意とするほか、「使人」と呼ばれる黒装束を纏った盾にもなる刃が仕込まれた笠と刀で武装した死人の集団を部下として法力で使役している。
元老院からの指令で桃幻の笛を北の森にある社へ運んでいた際に闇に堕ちた魔戒法師の襲撃を受けたと説明し、邪美に助力を乞うが、実際には翡刈復活のために必要となる桃幻の笛に選ばれた魔戒法師を探すために麻伎と共に暗躍していた闇に堕ちた魔戒法師だった。麻伎とは姉妹のような間柄にあり、麻伎のことを大切に思っており、彼女を救うためなら手段を選ばない。最期は桃幻の笛の8つ目の音色を完成させるために麻伎に殺害され、その遺体は復活した翡刈に吸収された。
麻伎（）
烈花の笛の音に誘われて姿を現した女魔戒法師。一人称は「ボク」で、女性や美しいものに惹かれる。刃が仕込まれたトンファー状の武器・魔双撃（）を操る。
壮幻の弟子一族の末裔を名乗り、何者かに奪われた桃幻の笛の奪還を烈花に託したが、実際には阿伎と共に翡刈復活のために暗躍していた闇に堕ちた魔戒法師。不治の病を患って余命わずかの状態となっており、永遠の命を得るために桃幻の笛に選ばれた魔戒法師である烈花の命を狙う。最期は阿伎を殺害して8つ目の音色を完成させ、封印が解けて復活した翡刈に吸収された。
シグト
『RED REQUIEM』で初登場した、烈花の仲間の魔戒法師。かつての師である魔戒法師アカザの形見の魔導筆を携えている。
鈴（）
『スペシャル 白夜の魔獣』で登場した、白夜騎士ダンこと山刀翼の妹である魔戒法師。邪美からの指導を受け、現在は基礎的な修練であれば、教官を務められるほどの実力がついている模様。北の森の社へ向かう邪美から阿伎についての調査を頼まれ、結果を呪符で送り事件の真相を解き明かす手助けをした。
翡刈（）
闇の力で天地さえも操る力を持った元魔戒法師。かつて、その力を恐れた魔戒法師・壮幻によって封印されたが、祭壇に祀られていた骸から思念体として甦り、阿伎と麻伎を操って完全復活のために暗躍する。
阿伎と麻伎に指令を出す際には美しい女性の姿で現れていたが、封印が解けて復活した際には、複数の触手を備え、翼を持つ頭部だけの怪物のような醜悪な真の姿を現した。最期は合体技・緋鳥炎陣によって滅ぼされた。

## 関連用語
桃幻の笛
魔戒法師・壮幻が自身の命と引き換えに作り出したとされている笛。その音色はホラーを退散・消滅させる力を持つが、邪悪な者がそれを吹くと逆にホラーの力を増強させ、人間界に大きな災厄をもたらすとされている。
その正体は、壮幻が翡刈の封印のために自身の肉体から作り出した「激昂」、「驚愕」、「憎悪」、「悲哀」、「苦痛」、「恐怖」、「絶望」の7つの音色を奏でる笛に「魔戒法師の断末魔」という8つ目の音色を加えたものである。阿伎と麻伎が所持していたのは壮幻の腕の遺骨であり、それが笛の姿に見えた魔戒法師が桃幻の笛に選ばれた者となる。
北の森
翡刈が封印されている社が存在する森。あらゆる道に通じるとされており、人間の感覚を狂わせる力が作用している。
緋鳥炎陣（）
邪美と烈花の合体技。成功すると鳳凰を模った炎が顕現し、標的を焼き滅ぼすが、下手すれば命を落としかねないとされている危険な技でもある。当初は、烈花のわずかな心の弱さが妨げとなって成功できなかったが、最終的に父・ケンギへの思いでそれを克服し、成功させた。

## キャスト
- 烈花 - 松山メアリ
- 邪美 - 佐藤康恵
- 阿伎 - 瀧内公美
- 麻伎 - 大野未来
- 鈴 - 柴本優澄美
- 壮幻 - 伊藤慎
- シグト - 倉貫匡弘
- ケンギ - 津田寛治
- 翡刈 - 高橋ひとみ

## スタッフ
- 原作・総監督 - 雨宮慶太
- エグゼクティブプロデューサー - 二宮清隆
- アソシエイトプロデューサー - 吉田健太郎
- プロデューサー - 音無珠映
- テクニカルプロデューサー - 侭田日吉
- 脚本 - 雨宮慶太、藤平久子
- 撮影 - 西岡章
- 照明 - 小笠原篤志
- 美術 - 竹内正典
- VFXスーパーバイザー - 中川茂之
- 衣裳 - 宮田弘子、荒川小百合
- ヘアメイク - 本田真理子
- 編集 - 長坂智樹
- 絵コンテ - 酉澤安施
- 音楽プロデューサー - 井上俊次
- 音楽 - 栗山善親、寺田志保
- 技術協力 - オムニバス・ジャパン
- 特別協力 - サンセイアールアンドディ
- 配給 - 東北新社
- 制作 - 東北新社、オムニバスジャパン
- 製作 - 東北新社
- 監督・アクション監督 - 大橋明

## 主題歌
オープニングテーマ曲「桃幻の笛」
作・編曲 - 寺田志保、栗山善親
エンディングテーマ曲「Wildflowers」
作詞 - 奥井雅美 / 作曲 - きただにひろし / 編曲 - 須藤賢一 / 歌 - JAM Project（影山ヒロノブ、遠藤正明、きただにひろし、奥井雅美、福山芳樹）

## マナー広告
マナー広告として本編上映前にディフォルメキャラが登場する『miniGARO』篇を上映。DVD&Blu-rayには未収録。

## 関連商品

### DVD・Blu-ray
2013年に9月4日にポニーキャニオンからBlu-ray、DVDが発売された。

### CD
「一触即発 ~Trigger of Crisis~」
2012年1月25日にランティスから発売された本作の主題歌を収録したJAM Projectのシングル。本作のエンディング曲を収録している。
「牙狼＜GARO＞黄金歌集II 牙狼心」
2013年9月25日にランティスから発売された、牙狼シリーズのベストアルバム。他の作品の主題歌とともに、本作のエンディング曲が収録されている。

## パチンコ
2014年2月にサンセイR&Dから本作のタイアップ機であるパチンコ『CR牙狼外伝 桃幻の笛』が発売された。